# Premios Nacionales de Cultura de Cataluña
Los Premios Nacionales de Cultura de Cataluña son la máxima distinción relacionada con la cultura otorgados por la Generalidad de Cataluña. Se distingue a las personas, entidades o instituciones de cualquier ámbito que sean merecedoras del reconocimiento institucional por su contribución a la cultura catalana, valorando preferentemente la excelencia, la innovación, la trayectoria y la proyección, y teniendo presente su contribución durante el año anterior al de la concesión.

## Historia
Fueron instituidos en 1995 y son concedidos anualmente por la Generalidad de Cataluña. Desde el año 2009 a través del Consejo Nacional de la Cultura y de las Artes (CoNCA). Pretenden ser una continuación de los premios concedidos entre 1932 y 1938 por la Generalidad durante la Segunda República. El 2012, los premios fueron dotados con 18.000 euros y en 2014 con 15.000.
El jurado que otorga los premios propone al Consejo Nacional de la Cultura y de las Artes la lista de premiados, que el Plenario del Consejo ratifica. Lo entrega de los premios se solía realizar entre los meses de septiembre y octubre en una ceremonia presidida por el presidente del Gobierno catalán, a pesar de que la edición de 2014 se realizó en el mes de mayo.

### Categorías entre 1995 y 2012
Entre 1995 y 2012 se crearon progresivamente varias subdivisiones de los premios, estableciendo hasta 17 premios diferentes, y con una aportación monetaria que variaba dependiendo del año. Llegaron a coexistir:
- Premio Nacional de Arquitectura y Espacio Público, a la persona, entidad o institución que haya realizado la aportación más relevante en el campo de la arquitectura o el espacio público (nueva planta, rehabilitación o intervención en el espacio público).
- Premio Nacional de Artes Visuales, a la aportación más relevante de los o las profesionales de las artes visuales.
- Premio Nacional de Audiovisual, a la persona, entidad o institución que haya realizado la aportación más relevante en el campo de los medios audiovisuales.
- Premio Nacional de Cine, a la persona, entidad o institución que haya realizado la aportación más relevante en el campo del cine.
- Premio Nacional de Circo, a la persona, entidad o institución que haya realizado la aportación más relevante en el campo del circo.
- Premio Nacional de Cómic, a la persona, entidad o institución que haya realizado la aportación más relevante en el campo del cómico y en los lenguajes que se  relacionan.
- Premio Nacional de Cultura Popular, a la asociación, fundación, entidad, colectivo o personalidad que haya hecho la aportación más relevante en el campo del asociacionismo cultural, de la creación artística no profesional o de la difusión, promoción, conservación y recuperación de la cultura popular y tradicional catalana.
- Premio Nacional de Danza, a la aportación más relevante de los o las profesionales de la danza.
- Premio Nacional de Diseño, a la aportación más relevante de los o las profesionales del diseño.
- Premio Nacional de Literatura, al autor o autora de la mejor obra literaria en catalán, en las diversas modalidades de creación, o al autor o autora de la mejor traducción al catalán de obras literarias en otras lenguas.
- Premio Nacional de Música, a la aportación más relevante de los o las profesionales de la música.
- Premio Nacional de Patrimonio Cultural, a la persona, entidad o institución que haya realizado la aportación más relevante en el campo del patrimonio arqueológico, documental, museístico o bibliográfico.
- Premio Nacional de Pensamiento y Cultura Científica, a la persona, entidad o institución que haya realizado la aportación más relevante en los campos del pensamiento y/o la cultura científica.
- Premio Nacional de Periodismo, a la aportación más relevante de los o las profesionales del periodismo en lengua catalana.
- Premio Nacional a la Proyección Social de la Lengua Catalana, a la persona, entidad o institución que haya contribuido de manera destacada a la proyección social de la lengua catalana.
- Premio Nacional de Teatro, a la aportación más relevante de los o las profesionales del teatro.
- Premio Nacional a la Trayectoria Profesional y Artística, a la persona que por su trayectoria sea merecedora de un reconocimiento especial por su contribución a la consolidación y el reconocimiento de los diferentes ámbitos de nuestra cultura.

### Reunificación desde 2013: Premio Nacional de Cultura
A principios de abril de 2013 se hizo público que el Gobierno de la Generalidad de Cataluña reducía los premios Nacionales de Cultura de 16 a 10 galardonados, y  abolía las categorías, con la intención de "cortar el crecimiento ilimitado de categorías". En junio de 2013 se concedieron a diez galardonados, el máximo permitido por el nuevo marco legal de estos premios, dotados con 15.000 euros.
- 2013 Hermann Bonnín (director de teatro y escenógrafo), Josefina Castellví (investigadora, oceanógrafa), Centre de Lectura de Reus, Agustí Fernández (compositor, pianista), Josep Maixenchs (cineasta), Eduardo Mendoza (escritor), Imma Monsó (escritora), Elsa Peretti (diseñadora de joyas), Josep Ramoneda (filósofo y periodista), Torres Monsó (escultor).[4]

- 2014 Amical Wikimedia, Mireia Barrera (música y directora de coro), La Principal de la Bisbal (formación musical), Joan Massagué i Solé (investigador), Roberto Oliván (danza), Vicenç Pagès Jordà (escritor), Pepa Plana (actriz y payasa), Sónar (festival musical), The Dalí Museum St. Petersburg Florida, Jaume Vallcorba (editor, escritor y filólogo).[5]

- 2015 Josep Maria Cadena (escritor y crítico de arte), Guillermina Coll (danza), Núria Espert (actriz), Federació de Diables i Dimonis de Catalunya, Fundació Privada Espai Guinovart, Francesc Parcerisas (poeta), Xavier Pla (escritor y filólogo), Quico el Célio, el Noi i el Mut de Ferreries (músicos), Amèlia Riera (pintora), Jaime Rosales (director de cine).[6]

- 2016 Josep Maria Aragonés y Rosa Fusté (productores cinematográficos, Antaviana Films), Lola Badia (filóloga), Centre de Documentació del Patrimoni i la Memòria Carrutxa, Joan J. Guillén (dibujante y escenógrafo), Dani Karavan (escultor), Los Galindos (artistas de circo), Quartet Casals (músicos), Clara Segura (actriz), Antònia Vicens (escritora), Enrique Vila-Matas (escritor).[7]

- 2017 Josep Cots (editor), Maria Espeus (fotógrafa), Fundación Apel·les Fenosa, Joan Francesc Mira (escritor), Hèctor Parra (compositor), Raimon (cantautor), Carles Santamaria (periodista), Secretariat de Corals Infantils de Catalunya (SCIC), Albert Serra (cineasta), Emma Vilarasau (actriz).[8]

- 2018 Catorze (medio divulgación cultural), Josep Anton Codina (director de teatro y pedagogo), Fundación Festa Major de Gràcia (cultura popular), Fundació Pau Casals, Jesús Julve "Hausson" (ilusionista), Fina Miralles (artista conceptual), Jordi Pàmias (poeta), Valentí Puig (escritor) y Albert Vidal (artista).[9]

- 2019 Maria Bohigas (editora y traductora), Jaume Cabré (escritor), Josefina Matamoros (historiadora y gestora cultural), Clara Peya (compositora e intérprete), Josep Ponsatí (escultor), Carme Ruscalleda (chef) y las entidades  Col·legi d'Arquitectes de Catalunya, la Federació d'Ateneus de Catalunya, Litterarum Móra d'Ebre · Fira d'espectacles literaris y el Museu de Lleida.[10]

- 2020 Maria del Mar Bonet (cantautora), Centre d'Art i Natura de Farrera (CAN) (residencia de trabajo para artistas e investigadores), Carla Simón (directora y guionista de cine), Tricicle (compañía de teatro) y el proyecto musical Xamfrà.[11]

- 2021 Maria del Carme Dalmau (editora), Maria Contreras Coll (fotógrafa), Mónica Rikić (artista electrónica), Narcís Comadira (escritor y pintor) y el festival Dansàneu.[12]

- 2022 Núria Guiu (coreógrafa), Jordi Casanovas (dramaturgo), Rosa Fabregat (escritora), el PEN catalán y el proyecto musical Càntut.[13]

- 2023 Vicent Fibla (director del Festival Eufònic), Alba Sarraute (directora de espectáculos de circo), Joan Manuel Serrat (cantautor), Dolors Udina (traductora) y Joan Pere Viladecans (pintor).[14]

- 2024 Mayte Martín (cantante), Raquel García-Tomás (compositora), Vicenta Ndongo (actriz), Conrad Roset (ilustrador) y Nilak (espacio escénico itinerante).[15]